# Bistum Crato
Das Bistum Crato (lateinisch Dioecesis Cratensis, portugiesisch Diocese de Crato) ist eine in Brasilien gelegene römisch-katholische Diözese mit Sitz in Crato im Bundesstaat Ceará.

## Geschichte

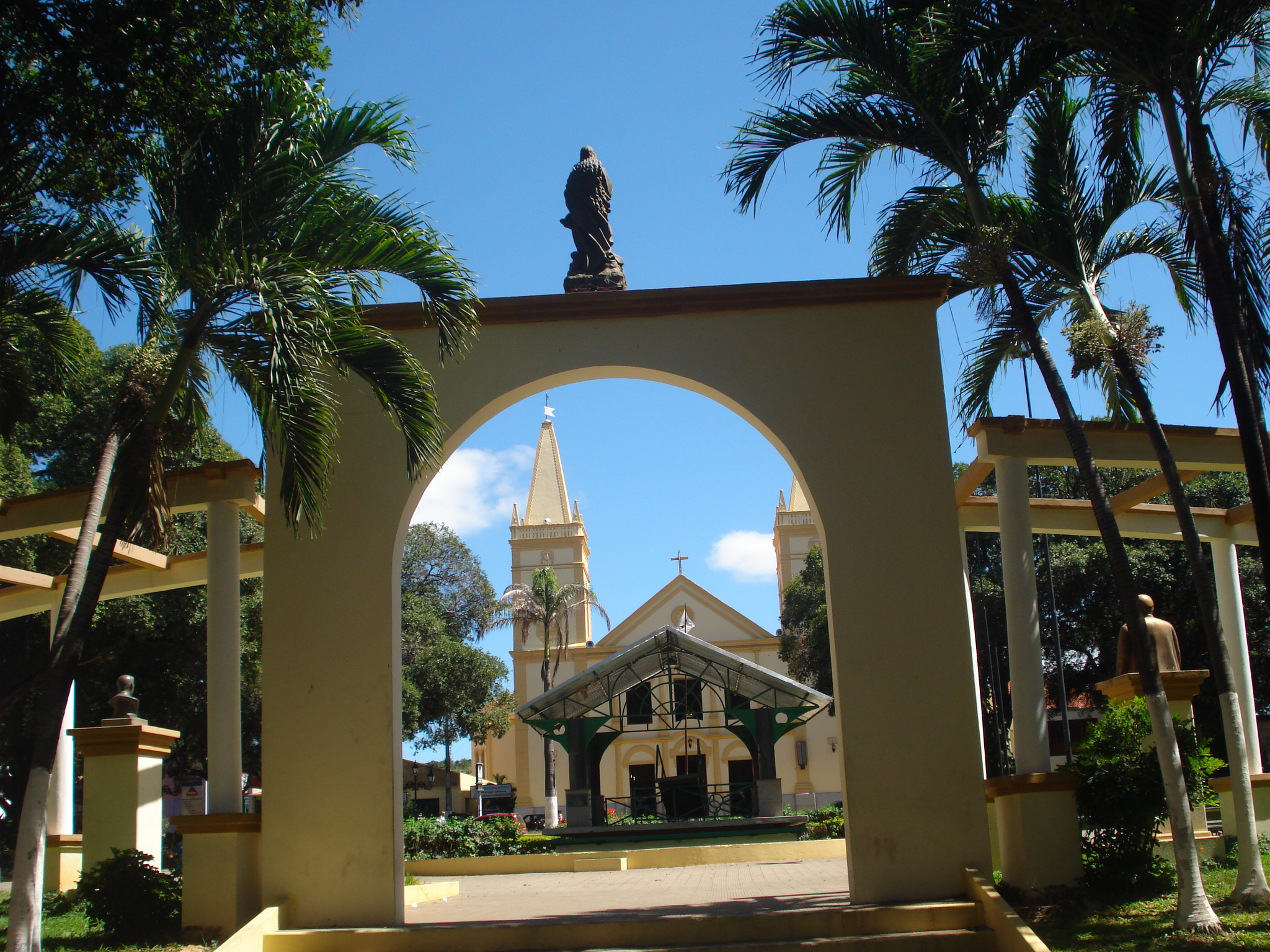
Catedral Nossa Senhora da Penha

Papst Benedikt XV. errichtete das Bistum Crato am 20. Oktober 1914 mit der Apostolischen Konstitution  Catholicae Ecclesiae aus Gebietsabtretungen des Bistums Ceará und unterstellte es dem Erzbistum Olinda als Suffragandiözese.
Am 10. November 1915 wurde es Teil der neuerrichteten Kirchenprovinz des Erzbistums Fortaleza. Am 28. Januar 1961 verlor es einen Teil seines Territoriums zur Errichtung des Bistums Iguatu.

## Territorium
Das Bistum Crato umfasst die Gemeinden Crato, Abaiara, Altaneira, Antonina do Norte, Araripe, Assaré, Aurora, Baixio, Barbalha, Barro, Brejo Santo, Campos Sales, Caririaçú, Farias Brito, Granjeiro, Ipaumirim, Jardim, Jati, Juazeiro do Norte, Lavras da Mangabeira, Mauriti, Milagres, Missão Velha, Nova Olinda, Penaforte, Porteiras, Potengi, Salitre, Santana do Cariri, Tarrafas, Umari und Várzea Alegre des Bundesstaates Ceará.

## Bischöfe von Crato
- Quintino Rodrigues de Oliveira e Silva (10. März 1915 – 29. Dezember 1929)
- Francisco de Assis Pires (11. August 1931 – 11. Juli 1959)
- Vicente de Paulo Araújo Matos (28. Januar 1961 – 1. Juni 1992)
- Newton Holanda Gurgel (24. November 1993 – 2. Mai 2001)
- Fernando Panico MSC (2. Mai 2001 – 28. Dezember 2016)
- Gilberto Pastana de Oliveira (28. Dezember 2016 – 2. Juni 2021, dann Erzbischof von São Luís do Maranhão)
- Magnus Henrique Lopes OFMCap (seit 12. Januar 2022)